# عبدالقادر حسنوف
عبدالقادر حکمت‌جان‌اوغلی حُسَنوف (ازبکی: Abduqodir Xikmatjon o‘g‘li Xusanov؛ زادهٔ ۲۹ فوریهٔ ۲۰۰۴) بازیکن فوتبال اهل ازبکستان است که در پست مدافع برای باشگاه منچستر سیتی در لیگ برتر انگلستان و تیم ملی ازبکستان بازی می‌کند.وی اولین بازیکن ازبکستانی تاریخ لیگ برتر انگلستان و باشگاه منچستر سیتی می باشد. 
از باشگاه‌هایی که در آن بازی کرده‌است می‌توان به باشگاه فوتبال لانس اشاره کرد.
وی همچنین در تیم‌های ملی فوتبال زیر ۲۳ سال ازبکستان و ازبکستان بازی کرده‌است.